# マリオン (イリノイ州)
マリオン（Marion）は、アメリカ合衆国イリノイ州南部の都市。ウィリアムソン郡の郡庁所在地である。人口は1万6855人（2020年）

## 地理
マリオン市は北緯37度43分49秒 西経88度55分49秒 / 北緯37.73028度 西経88.93028度に位置している。
アメリカ合衆国統計局によると、この都市は総面積35.0 km2 (13.5 mi2) である。このうち33.2 km2 (12.8 mi2) が陸地で、総面積の5.18%にあたる1.8 km2 (0.7 mi2) が水面である。

## 人口動静
2000年国勢調査で、この都市は人口16,035人、6,902世帯、及び4,341家族が暮らしている。人口密度は482.6/km2 (1,250.2/mi2) である。
この都市の6,902世帯のうち、18歳未満の未成年者のいる世帯が28.1%、同居している夫婦の世帯が47.0%、夫のいない女性の世帯が12.5%、及び単身世帯が37.1%である。33.1%の世帯所有者が独立生計を営んでおり、16.4%が1人暮らしの65歳以上の高齢者世帯である。1世帯ごとの平均的な構成人数は2.25人であり、1家族ごとの平均的な構成人数は2.86人である。
この都市内の住民は22.8%が18歳未満の未成年者、18歳以上24歳以下が8.3%、25歳以上44歳以下が26.5%、45歳以上64歳以下が22.5%、及び65歳以上が20.0%となっている。中央値年齢は40歳である。女性100人ごとに対して男性は87.9人である。18歳以上の女性100人ごとに対して男性は84.4人である。
この都市の世帯ごとの平均的な収入は30,364米ドルであり、家族ごとの平均的な収入は39,275米ドルである。男性は31,520米ドルに対して女性は22,609米ドルの平均的な収入がある。この都市の一人当たりの収入 (per capita income) は19,073米ドルである。人口の14.9%及び家族の11.2%は貧困線以下である。全人口のうち18歳未満の22.9%及び65歳以上の10.6%は貧困線以下の生活を送っている。

## 姉妹都市・提携都市
姉妹都市
- 蟹江町(日本国愛知県)
2010年(平成22年)3月26日 姉妹都市提携

## 交通
イリノイ州を縦断する州間高速道路57号線が通っている他、南イリノイ大学カーボンデール校のあるカーボンデールとの間の州道も通っている交通の要所である。
2000メートル級の滑走路を持つウィリアムソン郡空港（en:Williamson County Regional Airport）があり、シカゴ・オヘア国際空港との間に定期便が就航している。

## 出身有名人
- コリー・ベイリー - プロ野球選手（投手）